# Ven (växter)
Ven eller vensläktet (Agrostis) är ett släkte av gräs. Ven ingår i familjen gräs.

## Användning
Ven är ett tåligt gräs, och används därför till golfbanors s.k. green i krävande klimat.[förklaring behövs]

## Bildgalleri

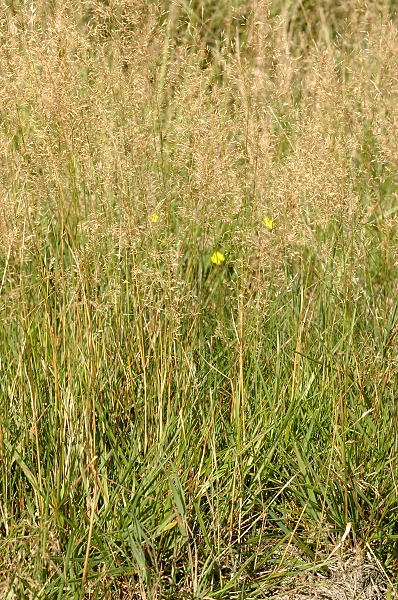
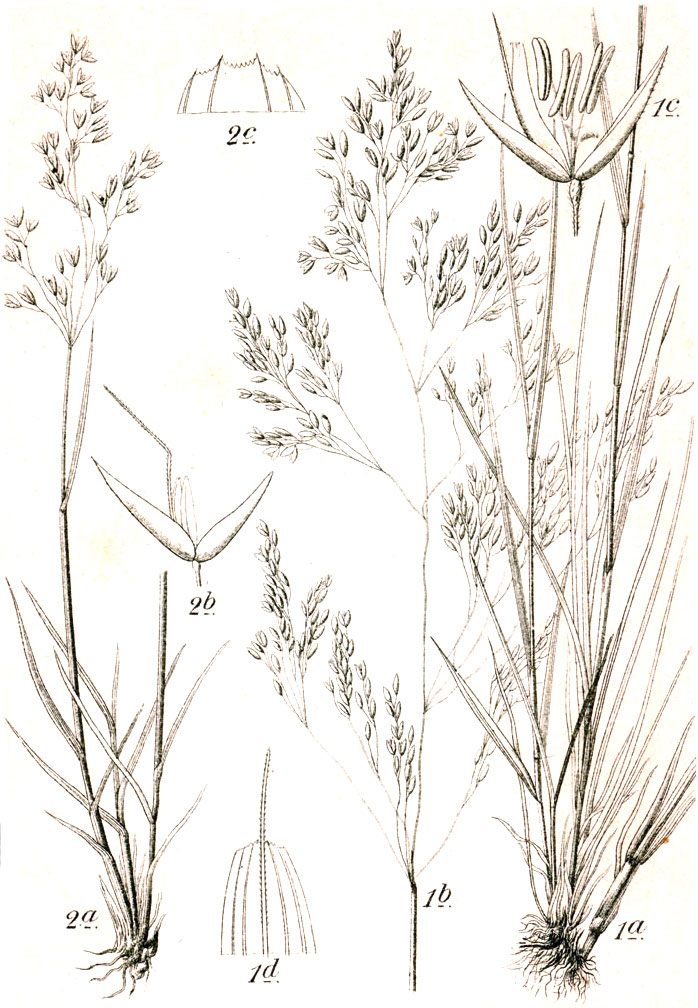
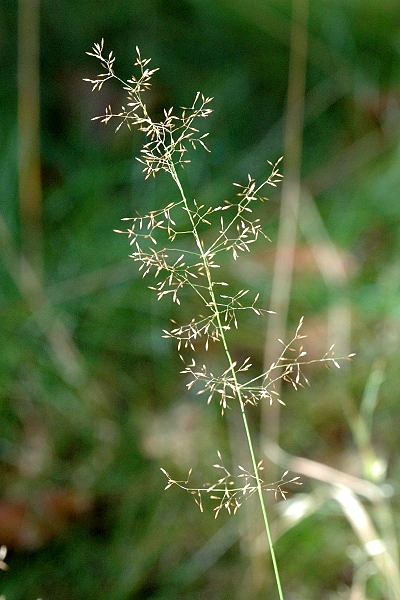
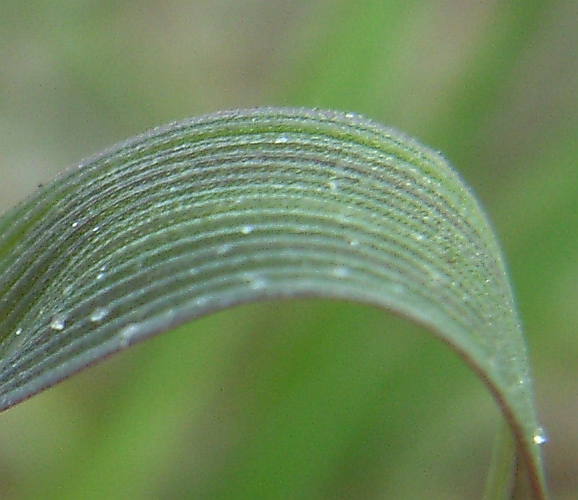
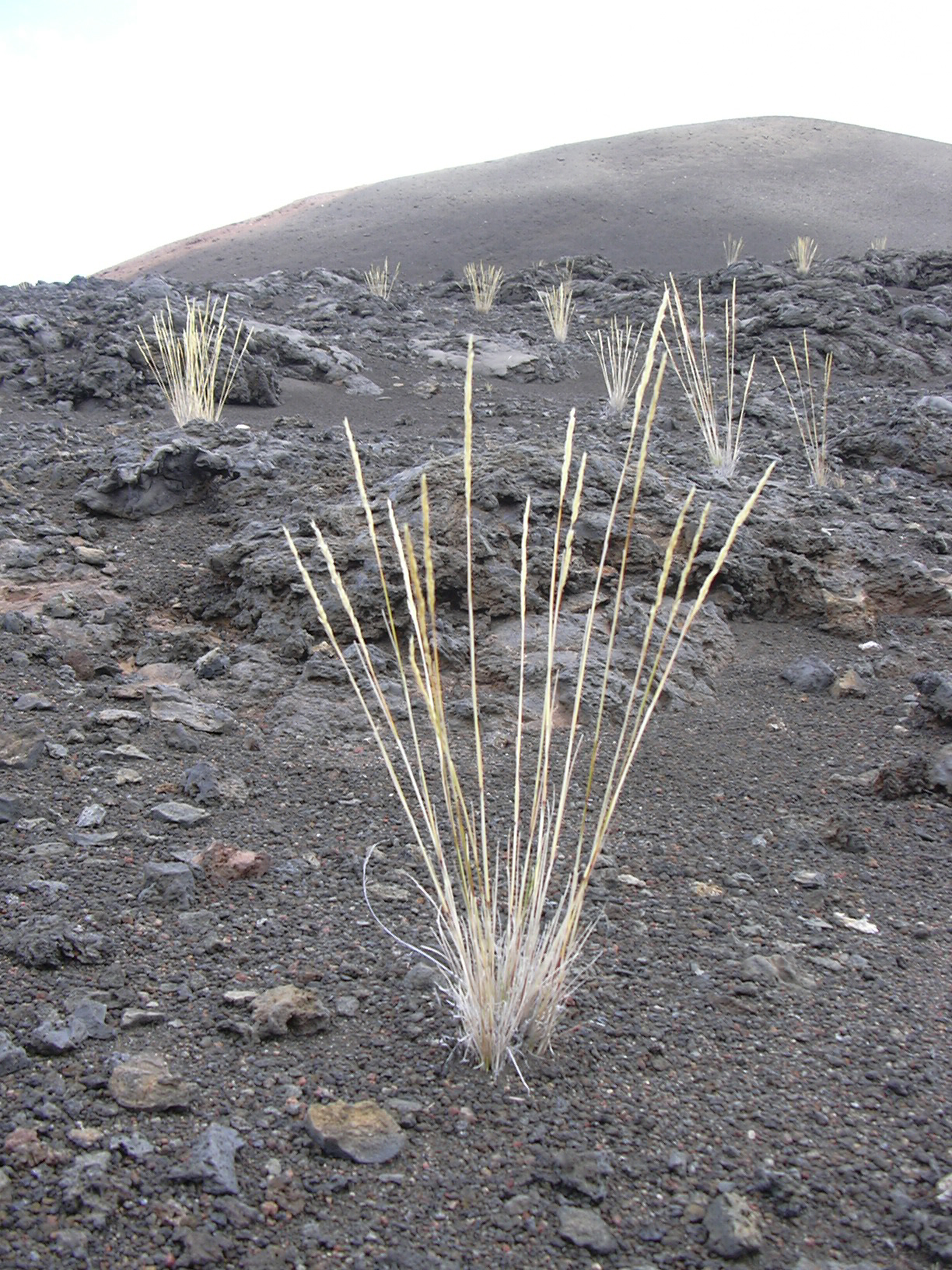
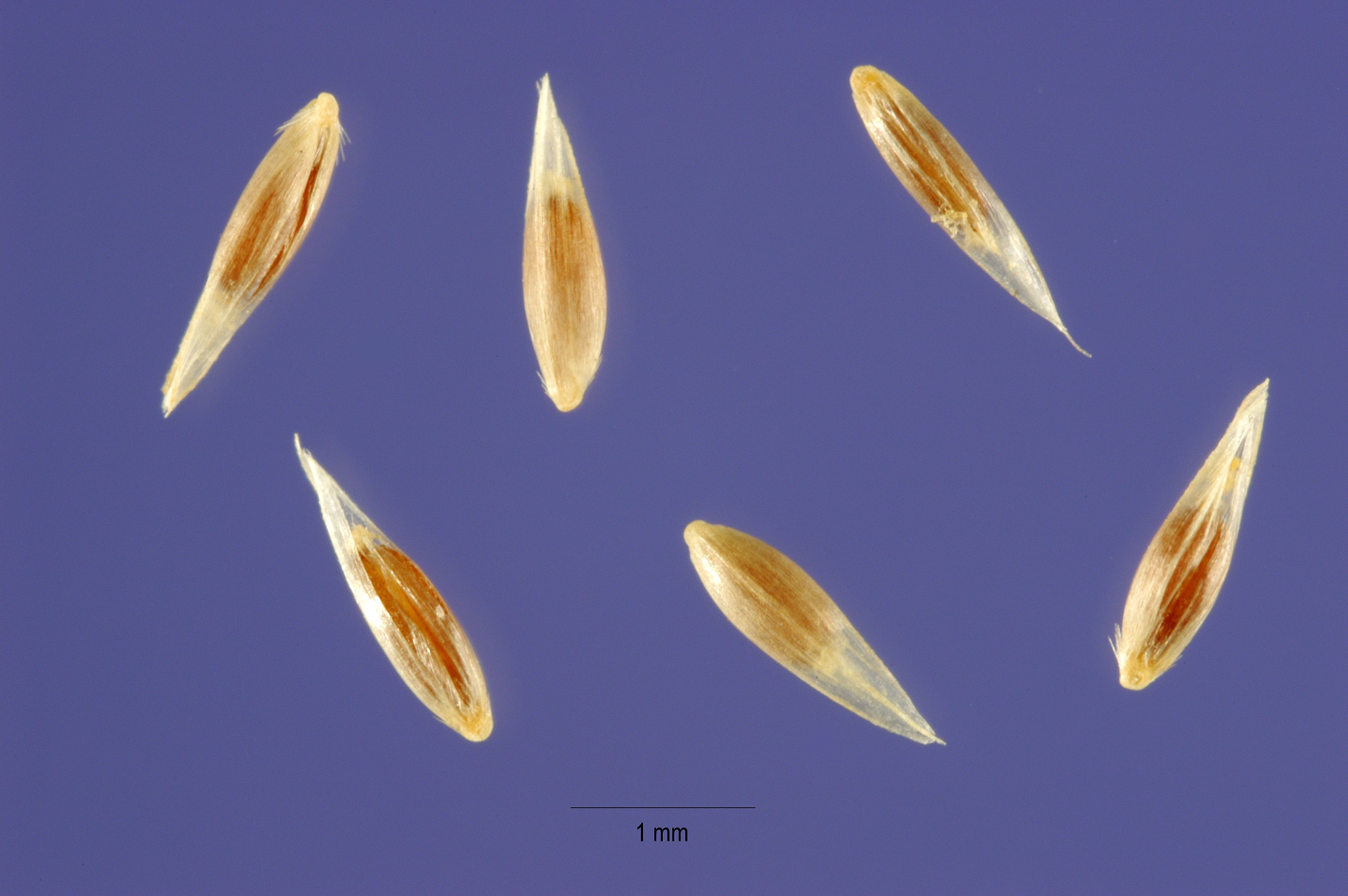

## Arter inom släktet, i alfabetisk ordning[3]
- Agrostis adamsonii
- Agrostis aemula
- Agrostis aequata
- Agrostis aequivalvis
- Agrostis agrostiflora
- Agrostis alpina
- Agrostis ambatoensis
- Agrostis amurensis
- Agrostis anadyrensis
- Agrostis angrenica
- Agrostis arvensis
- Agrostis atlantica
- Agrostis australiensis
- Agrostis avenacea
- Agrostis bacillata
- Agrostis balansae
- Agrostis barbuligera
- Agrostis barceloi
- Agrostis basalis
- Agrostis bergiana
- Agrostis berlandieri
- Agrostis bettyae
- Agrostis billardierei
- Agrostis bjoerkmannii
- Agrostis blasdalei
- Agrostis boliviana
- Agrostis boormanii
- Agrostis bourgeaei
- Agrostis boyacensis
- Agrostis brachiata
- Agrostis brachyathera
- Agrostis breviculmis
- Agrostis burmanica
- Agrostis calderoniae
- Agrostis canina
- Agrostis capillaris
- Agrostis carmichaeli
- Agrostis castellana
- Agrostis castriferrei
- Agrostis clavata
- Agrostis clavatiformis
- Agrostis clemensorum
- Agrostis congestiflora
- Agrostis continuata
- Agrostis curtisii
- Agrostis cypricola
- Agrostis delicatula
- Agrostis delislei
- Agrostis densiflora
- Agrostis diemenica
- Agrostis dimorpholemma
- Agrostis divaricatissima
- Agrostis drummondiana
- Agrostis dshungarica
- Agrostis dyeri
- Agrostis elliotii
- Agrostis elliottiana
- Agrostis emirnensis
- Agrostis eriantha
- Agrostis exarata
- Agrostis exserta
- Agrostis filipes
- Agrostis flaccida
- Agrostis foliata
- Agrostis fouilladeana
- Agrostis fouilladei
- Agrostis gelida
- Agrostis ghiesberghtii
- Agrostis gigantea
- Agrostis glabra
- Agrostis goughensis
- Agrostis gracilifolia
- Agrostis gracililaxa
- Agrostis griffithiana
- Agrostis hallii
- Agrostis hegetschweileri
- Agrostis hendersonii
- Agrostis hesperica
- Agrostis hideoi
- Agrostis himalayana
- Agrostis hirta
- Agrostis holgateana
- Agrostis hookeriana* Agrostis hooveri
- Agrostis howellii
- Agrostis hugoniana
- Agrostis humilis
- Agrostis hyemalis
- Agrostis hygrometrica
- Agrostis idahoensis
- Agrostis imbecilla
- Agrostis imberbis
- Agrostis inaequiglumis
- Agrostis inconspicua
- Agrostis infirma
- Agrostis insularis
- Agrostis isopholis
- Agrostis jahnii
- Agrostis joyceae
- Agrostis juressii
- Agrostis kamtschatica
- Agrostis keniensis
- Agrostis kilimandscharica
- Agrostis koelerioides
- Agrostis kolymensis
- Agrostis korczaginii
- Agrostis lachnantha
- Agrostis lacunis
- Agrostis laxissima
- Agrostis lazica
- Agrostis lehmannii
- Agrostis lenis
- Agrostis leptostachys
- Agrostis leptotricha
- Agrostis liebmannii
- Agrostis limitanea
- Agrostis longiberbis
- Agrostis lyallii
- Agrostis mackliniae
- Agrostis mannii
- Agrostis masafuerana
- Agrostis media
- Agrostis meionectes
- Agrostis meridensis
- Agrostis mertensii
- Agrostis merxmuelleri
- Agrostis meyenii
- Agrostis micrantha
- Agrostis microphylla
- Agrostis montevidensis
- Agrostis muelleriana
- Agrostis munroana
- Agrostis murbeckii
- Agrostis muscosa
- Agrostis musjidii
- Agrostis myriantha
- Agrostis nagensis
- Agrostis nebulosa
- Agrostis nervosa
- Agrostis nevadensis
- Agrostis nevskii
- Agrostis nipponensis
- Agrostis novogaliciana
- Agrostis novograblenovii
- Agrostis obtusissima
- Agrostis olympica
- Agrostis oregonensis
- Agrostis oresbia
- Agrostis pallens
- Agrostis pallescens
- Agrostis paramushirensis
- Agrostis parviflora
- Agrostis paulsenii
- Agrostis peninsularis
- Agrostis perennans
- Agrostis personata
- Agrostis petriei
- Agrostis philippiana
- Agrostis phleoides
- Agrostis pilgeriana
- Agrostis pilosula
- Agrostis pittieri
- Agrostis platensis
- Agrostis plebeia
- Agrostis poeppigiana
- Agrostis pourretii
- Agrostis preissii
- Agrostis producta
- Agrostis propinqua
- Agrostis quinqueseta
- Agrostis reinwardtii
- Agrostis reuteri
- Agrostis rosei
- Agrostis rossiae
- Agrostis rudis
- Agrostis rupestris
- Agrostis salsa
- Agrostis sandwicensis
- Agrostis scabra
- Agrostis scabrifolia
- Agrostis schlechteri
- Agrostis schleicheri
- Agrostis schmidii
- Agrostis schneideri
- Agrostis sclerophylla
- Agrostis serranoi
- Agrostis sesquiflora
- Agrostis sichotensis
- Agrostis sikkimensis
- Agrostis sinocontracta
- Agrostis sinorupestris
- Agrostis sodiroana
- Agrostis stolonifera
- Agrostis striata
- Agrostis subclavata
- Agrostis subrepens
- Agrostis subulata
- Agrostis subulifolia
- Agrostis taliensis
- Agrostis tandilensis
- Agrostis tateyamensis
- Agrostis taylorii
- Agrostis tenerrima
- Agrostis thompsoniae
- Agrostis thurberiana
- Agrostis tibestica
- Agrostis tilenii
- Agrostis tolucensis
- Agrostis trachychlaena
- Agrostis trachyphylla
- Agrostis trichodes
- Agrostis trisetoides
- Agrostis tsaratananensis
- Agrostis turrialbae
- Agrostis tuvinica
- Agrostis uliginosa
- Agrostis umbellata
- Agrostis ushae
- Agrostis ussuriensis
- Agrostis wacei
- Agrostis wardii
- Agrostis variabilis
- Agrostis venezuelana
- Agrostis venusta
- Agrostis vidalii
- Agrostis vinealis
- Agrostis virescens
- Agrostis volkensii